# Марков, Алексей Яковлевич
Алексей Яковлевич Марков (22 февраля 1920 — 29 августа 1992, Москва) — русский поэт и переводчик.

## Биография
Родился в селе Нины Александровского уезда Ставропольской губернии (ныне — в составе Советского района Ставропольского края). Детские годы провел в Дагестане  в селении Нижний Дженгутай, где семья спасалась от голода.
Первые стихи опубликовал в 1940 году.
Участник Великой Отечественной войны. Воевал в частях ВВС Третьего Украинского фронта. Кавалер орденов Отечественной войны 1-й и 2-й степени.
В 1951 окончил Литературный институт имени А. М. Горького. Подвергался допросам в НКВД за стихотворение о Сталине в 1949 году. А. Т. Твардовский отредактировал первую серьезную поэму Маркова «Вышки в море» и открыл ею новогодний номер журнала «Новый мир» за 1952 год.
Автор поэм о русской славе «Михайло Ломоносов», «Ермак». «Пугачев», «Вернадский», «Звезды над головой» и др. В 1968 году выступил против ввода войск в Чехословакию.. Известен смелыми выступлениями против однопартийности, цензуры и колхозов. Об этом его стихи в собрании его сочинений в 3-х томах.
Писатель Евгений Попов об  Алексее Маркове:
«В те времена, когда хитромудрое писательское начальство сталкивало лбами советских «западников» и советских «славянофилов», фигура Алексея Маркова бесспорно возвышалась над «буднями дней» прихлебателей соцреализма всех мастей. Марков прямо говорил и писал то, что «умники» предпочитали шепотком сообщать друг другу под коньячок и рыбку. Все написанное им актуально до сих пор, хотя бы потому, что до сих пор вызывает споры. Мы были совершенно разные – и по возрасту, и по умонастроению, но я, слава Богу, еще тогда понял масштаб этого человека и поэта. Я помню все наши короткие и длинные беседы казалось бы ни о чем, а на деле о самом важном и для него, и для меня – о России».
Похоронен в Москве на Троекуровском кладбище (2-й участок).

## Семья
- Жена — Августа Маркова (1921—2004) — журналист, дочь Главного Транспортного прокурора СССР Г. М. Сегала (1897—1937)..
  - Сын — Сергей Марков (1954—2013) — писатель, журналист.
  - Дочери — Екатерина Маркова — поэт, переводчик; Варвара Маркова.
    - Внуки — Емельян Марков — писатель. Елизавета, Денис, Олеся.

## Сочинения
- Гаджиев З. Г. День счастливый, здравствуй! (тетрадь стихов об электрификации) / Пер. с авар.: А. Марков. — Махачкала: Даггиз, 1950. — 40 с. — 5000 экз.
- Марков А. Я. Берёзы светятся: Стихи и поэма. — М.: Сов. Россия, 1968. — 160 с. — 25 000 экз.
- Марков А. Я. Ветер в лицо: Стихи: 1940–1956. — М.: Сов. писатель, 1956. — 155 с. — 10 000 экз.
- Марков А. Я. Воробьи: [Стихотворения: Для ст. дошк. возраста]. — М.: Малыш, 1978. — 16 с. — 150 000 экз.
- Марков А. Я. Вышки в море: повесть в стихах. — М.: Сов. писатель, 1954. — 80 с. — 10 000 экз.
- Марков А. Я. Вышки в море: повесть в стихах; Джанги; Настенька; Таня; Мать: поэмы. — М.: Моск. рабочий, 1985. — 145 с. — 10 000 экз.
- Марков А. Я. Доброта: Стихи и поэма. — М.: Сов. писатель, 1979. — 168 с. — (Стихи; Колдун: поэма). — 25 000 экз.
- Марков А. Я. Ермак: поэма. — М.: Сов. писатель, 1962. — 104 с. — 10 000 экз.
- Марков А. Я. Если я не скажу… — М.: Современник, 1979. — 253 с. — 25 000 экз.
- Марков А. Я. Заколоченный дом: поэмы разных лет. — М.: Современник, 1991. — 87 с. — (Содерж.: Заколоченный дом; Кто твои родители?; Отец и сын; Погорелец; Начистоту; Суд идёт). — 25 000 экз. — ISBN 5-270-01133-6.
- Марков А. Я. Звездопад: Стихи. — М.: Правда, 1980. — 32 с. — (Б-ка «Огонёк»; № 1). — 100 000 экз.
- Марков А. Я. Избранная лирика. — М.: Мол. гвардия, 1967. — 32 с. — (Б-чка избр. лирики). — 155 000 экз.
- Марков А. Я. Избранное: Стихи и поэмы. — М.: Моск. рабочий, 1969. — 256 с. — 35 000 экз.
- Марков А. Я. Избранные произведения: в 2-х т. — М.: Худож. лит., 1984. — 495 + 391 с. — (Т. 1: Стихотворения; Т. 2: поэмы «Михайло Ломоносов», «Ермак», «Пугачёв», «Кондратий Рылеев», «Астапово», «Берёзы светятся», «Колдун», «Звёзды над головой»). — 25 000 экз.
- Марков А. Я. Ильич: повесть в стихах. — М.: Сов. Россия, 1958. — 79 с. — 30 000 экз.
- Марков А. Я. Кварты: Корот. стихи. — Махачкала: Даг. кн. изд-во, 1992. — 252 с. — 450 экз. — ISBN 5-297-00835-2.
- Марков А. Я. Когда листаешь книгу дней… Стихотворения, поэмы. — М.: Современник, 1986. — 246 с. — (Содерж.: Стихотворения; Поэмы: Совесть; Страницы жизни учёного; Вихорь-атаман; Жена; Самосожжение: амер. поэма). — 10 000 экз.
- Марков А. Я. Михайло Ломоносов: Поэма. — М.: Правда, 1957. — 56 с. — (Б-ка «Огонёк»; № 2). — 150 000 экз.

- . — М.: Мол. гвардия, 1957. — 80 с. — 10 000 экз.
- . — М.: Мол. гвардия, 1961. — 79 с. — 10 000 экз.
- . — М.: Современник, 1973. — 77 с. — 50 000 экз.
- . — М.: Дет. лит., 1984. — 95 с. — 100 000 экз.

- Марков А. Я. Моя земля: Стихи, поэма [Звёзды над головой]. — М.: Воениздат, 1968. — 141 с. — 25 000 экз.
- Марков А. Я. Огонь и дождь: Избр. стихотв. — М.: Худож. лит., 1974. — 350 с. — 25 000 экз.
- Марков А. Я. Огонь на себя: Стихи, поэма [Настенька]. — М.: Моск. рабочий, 1963. — 176 с. — 35 000 экз.
- Марков А. Я. Осенний гром: Стихи. — М.: Сов. Россия, 1961. — 160 с. — 20 000 экз.
- Марков А. Я. Осенний луч: Стихи и поэмы. — М.: Сов. писатель, 1986. — 253 с. — (Содерж.: Стихи. Поэмы: Песнь песней; В Карловых Варах играет духовой оркестр). — 15 000 экз.
- Марков А. Я. Последний поезд: Стихи. — М.: Правда, 1975. — 32 с. — (Б-ка «Огонёк»; № 9). — 100 000 экз.
- Марков А. Я. Предзимье: Стихи. — М.: Сов. писатель, 1974. — 126 с. — 20 000 экз.
- Марков А. Я. Пугачёв: Поэма. — М., 1983. — 126 с. — 20 000 экз.
- Марков А. Я. Репейник: Книга стихов. — М.: Правда, 1959. — 64 с. — (Б-ка «Крокодила»; № 16). — 205 000 экз.
- Марков А. Я. Речь бойца: Стихотворения и поэмы. — М.: Воениздат, 1982. — 224 с. — (Содерж.: Стихотворения; Поэмы: Пугачёв; Кондратий Рылеев). — 50 000 экз.
- Марков А. Я. Русь всегда за нами: Поэмы. — М.: Современник, 1976. — 189 с. — (Содерж.: Ермак; Михайло Ломоносов; Звёзды над головой). — 25 000 экз.
- Марков А. Я. Смех не для всех. — М.: Правда, 1966. — 48 с. — (Б-ка «Крокодила»; № 33 [482]). — 225 000 экз.
- Марков А. Я. Снова в дорогу: стихи. — М.: Моск. рабочий, 1966. — 207 с. — 44 000 экз.
- Марков А. Я. Спор [Стихи и поэма «Самосожжение»]. — М.: Сов. Россия, 1971. — 141 с. — 25 000 экз.
- Марков А. Я. Стихи. — М.: Правда, 1963. — 32 с. — (Б-ка «Огонёк»; № 20). — 113 600 экз.
- Марков А. Я. Стихи из стола: Стихотворения, поэмы. — М.: Сов. писатель, 1989 (1990). — 316 с. — (Содерж.: Стихотворения; Храм: отр. из поэмы; Заговор: драм. поэма; Отмщение: роман в стихах). — 18 000 экз. — ISBN 5-265-01274-5.
- Марков А. Я. Стихотворения. Поэмы. — М.: Худож. лит., 1990. — 350 с. — (Содерж.: Стихотворения; Поэмы: Начистоту; Ожегов; Погорелец; Заколоченный дом; До последнего дыханья). — 10 000 экз. — ISBN 5-280-01784-1.
- Марков А. Я. Стрелы: Стихи и поэмы. — М.: Сов. писатель, 1969. — 135 с. — (Содерж.: Стихи; Поэмы: Поэма о тебе; Мой Бетховен; Лю Ши-кунь). — 20 000 экз.
- Марков А. Я. Тёплый ветер: Стихи и поэмы. — М.: Мол. гвардия, 1979. — 175 с. — (Содерж.: Стихотворения; Поэмы: Джанги; Болг. легенда; Астапово). — 30 000 экз.
- Марков А. Я. Цветы и камни: Стихи. — М.: Сов. писатель, 1958. — 288 с. — 5000 экз.
- Марков А. Я. Человек, отзовись!: Стихотворения и поэма [Михайло Ломоносов]. — М.: Сов. Россия, 1978. — 382 с. — 25 000 экз.
- Марков А. Я. Чёртово колесо: Стихи. — М.: Правда, 1991. — 46 с. — (Б-ка «Крокодила»; № 11 [1129]). — 75 000 экз.
- Марков А. Я. Щедрость: Стихотворения, поэмы. — М.: Худож. лит., 1980. — 334 с. — 25 000 экз.
- Марков А. Я., Марков С. А. Якутские были. — М.: Сов. Россия, 1986. — 77 с. — (Писатель и время). — 15 000 экз.
- Цэдэв Д. Каменные волны: Стихи / Пер. с монг.: А. Марков. — М.: Правда, 1985. — 32 с. — (Б-ка «Огонёк»; № 32). — 85 000 экз.